# 拉蒙·冯赛卡·莫拉
拉蒙·冯赛卡·莫拉（西班牙語：Ramón Fonseca Mora，1952年7月14日—2024年5月8日），巴拿马小说家、律师，巴拿马文件当事方莫萨克·冯赛卡律师行的联合创办人，曾为巴拿马总统胡安·卡洛斯·瓦雷拉的公使衔参赞，以及巴拿马主义党党主席，直至2016年3月在巴西当局发起的洗车行动中被捕，2017年4月获法庭批准保释。

## 早年经历
1952年7月14日，冯赛卡在巴拿马首都巴拿马城出生，大学期间在巴拿马大学修读政治学及法律，其后到倫敦政治經濟學院深造。

## 职业生涯
1977年，冯赛卡与于尔根·莫萨克在巴拿马城创办莫萨克·冯赛卡律师行，也就是后来的全球第四大离岸律师事务所，全球共有40个办事处。2018年3月，该律师行在巴拿马文件泄露事件的影响下结业。
此外，冯赛卡也是巴拿马主义党黨员。冯赛卡还是一位获奖小说家，毕生创作过四部長篇小说，以及一些戏剧和短篇小说。1994年和1998年，冯赛卡分别凭借長篇小说《蝴蝶舞》《梦想之城》获得里卡多·米罗文学奖。

## 刑事调查

### 巴拿马文件
2016年3月，德国《南德意志报》等國際調查記者同盟成员媒体公开了1150万份莫萨克·冯赛卡律师行泄露的离岸公司文件，揭露了大量离岸公司滥用避稅港政策的内幕。虽然离岸公司并不违法，但文件揭示了律师行利用21.4万间离岸公司从事非法业务，包括欺诈及逃税。
2020年10月20日，德国科隆检察官向冯赛卡及莫萨克发出通缉令，指控两人协助逃税及组建犯罪组织，其中律师行被认为是调查的核心。

### 在巴西洗钱
根据2019年10月15日递交的法庭文件，冯赛卡与莫萨克曾接受美国纽约南区联邦调查局的调查，并就他们面临的刑事指控在巴拿马辩护。
2017年2月，冯赛卡和摩萨克因涉嫌在巴西洗钱及贪污，在巴西当局发起的洗车行动中被捕，同年4月获得保释。

## 个人生活
冯赛卡有六个子女，前妻伊丽莎白·沃德·内曼（Elizabeth Ward Neiman）曾是巴拿马驻荷兰大使。
2024年5月8日，冯赛卡病逝，享年71岁。

## 流行文化
2019年上映的Netflix喜剧片《洗鈔事務所》以巴拿马文件为原型，为此冯赛卡和摩萨克向法庭起诉Netflix诽谤，但被法庭以起诉错法庭驳回，最终如期在10月份上架。